# 西尾直教
西尾 直教（にしお なおのり、? - 明応5年12月7日（1497年1月10日））は、戦国時代の武将。西尾広教の子とされる。秀教の父。官位は兵庫助。
文明18年（1486年）に東大寺の荘園に年貢に関する手紙を宛てていることから活動時期はこの頃とされている。明応4年（1495年）、斎藤妙純に石丸利光の反逆を伝えたが、守護土岐成頼の仲介で両者は和睦、直教は讒言の罪で尾張へ追放されたとされている。船田合戦終結後の妙純の近江遠征に加わったが、土一揆に襲われ妙純・利親父子と共に戦死した。
子の秀教は引き続き斎藤氏に仕えたが、西尾光教との関係は不明。